# Nogosari (Pacet)
Nogosari is een bestuurslaag in het regentschap Mojokerto van de provincie Oost-Java, Indonesië. Nogosari telt 1647 inwoners (volkstelling 2010).